# Engelsk syge
 Der er for få eller ingen kildehenvisninger i denne artikel, hvilket er et problem. Du kan hjælpe ved at angive troværdige kilder til de påstande, som fremføres i artiklen.

Engelsk syge (også kendt som rakitis) er en sygdom, der skyldes mangel på calcium eller vitamin D; D-vitamin er mest kendt som ”solskinsvitaminet”, da det dannes i huden under påvirkning af sollys. Normalt får danskere sollys nok via solskin i sommerhalvåret, men mangel kan opstå i vinterhalvåret. Tildækkede kvinder får ofte for lidt og mennesker med mørk hud kan også opleve mangel når de bor nordligt.
Hos børn med engelsk syge forbliver knoglerne bløde og bøjelige. D-vitaminets helbredende virkning på engelsk syge blev opdaget i 1918.
Sygdommens navn oprinder fra betegnelsen af patienter i engelske fabriksbyer under den tidlige industrialisering.